# Sophia Schneider
Sophia Schneider (* 12. September 1997 in Traunstein) ist eine deutsche Biathletin. Sie gewann mit der deutschen Staffel bei den Weltmeisterschaften 2023 Silber und bei den Weltmeisterschaften 2024 Bronze.

## Biografie
Schneider wuchs in Vachendorf auf und begann dort beim örtlichen Skiclub im Alter von fünf Jahren mit dem Skilanglauf. 2007 wechselte sie zum SV Oberteisendorf, wo sie im Alter von zwölf Jahren mit dem Biathlon-Training am Stützpunkt in Ruhpolding anfing und noch im selben Jahr, 2009, beim Bayerncup ihren ersten Wettkampf bestritt.
2011 gab Schneider ihr Debüt auf nationaler Ebene. Im DSV-Schülercup und im Deutschlandpokal erreichte sie Siege und landete in jeder Saison unter den besten fünf der Gesamtwertung ihrer Altersklasse. Dabei gehörte sie läuferisch häufig zu den besten Athletinnen, verhinderte aber bessere Ergebnisse durch unterdurchschnittliches Schießen. 2013 wurde sie in den Nationalkader des DSV aufgenommen.
Ihre ersten internationalen Rennen bestritt Schneider beim Europäischen Olympischen Jugendfestival 2015 in Bürserberg, bei denen sie zwei Bronzemedaillen gewann. Im selben Jahr nahm sie bei den Jugendweltmeisterschaften in Minsk-Raubitschy an ihrer ersten IBU-Veranstaltung teil.
In der Folgesaison umfasste ihr Wettkampfprogramm weitere erfolgreiche Deutschlandpokal-Rennen, die erste Station des neu eingeführten IBU-Junior-Cups in Obertilliach, bei der sie zwei zweite Plätze erreichte, sowie erneut die Jugend-WM, bei der sie als Vierte im Einzel eine Medaille knapp verpasste.
Im Sommer 2016 erreichte Schneider ihr Abitur und wurde ins Zoll-Ski-Team aufgenommen, um sich auf den Leistungssport zu konzentrieren. Zugleich wechselte sie von der Jugend- in die Juniorenklasse. Bei den Deutschen Meisterschaften der Senioren im September zeigte sie mit Platz sieben im Massenstart auf, wobei sie arrivierte Weltcup-Athleten wie Vanessa Hinz hinter sich ließ. In der Winter-Saison 2016/17 nahm sie an nationalen Rennen, einer Station des Junior-Cups sowie den Junioren-Europameisterschaften teil und konnte sich bereits im ersten Jahr als Juniorin für die JWM im slowakischen Brezno-Osrblie qualifizieren. Nach guten Ergebnissen in Sprint und Verfolgung gewann sie bei diesen gemeinsam mit Vanessa Voigt und Anna Weidel die Silbermedaille in der Staffel.
Nachdem sie bei den Deutschen Meisterschaften als Fünfte erneut ein sehr gutes Ergebnis im Massenstart gezeigt und mit der zweiten bayerischen Staffel Bronze gewonnen hatte, verlief auch die Saison 2017/18 für Sophia Schneider gut. Sie dominierte die Deutschlandpokal-Rennen, an denen sie teilnahm, und war im Junior-Cup mit zwei Siegen und Platz vier in der Gesamtwertung erfolgreich. Allerdings erreichte sie bei der Junioren-WM im estnischen Otepää nur durchwachsene Resultate und verpasste mit der Staffel als Vierte die Medaillen-Ränge.
In der Folgesaison wurde sie zunächst nicht für das deutsche Junior-Cup-Team berücksichtigt, konnte sich aber über gute Ergebnisse im Deutschlandpokal dennoch für ihre letzte Junioren-Weltmeisterschaft qualifizieren, bei der sie aber wiederum nur unterdurchschnittliche Platzierungen erreichte und kein Teil der Frauen-Staffel war. Nach weiteren Podestplätzen in Deutschland beendete sie ihre Saison und damit ihre Junioren-Karriere in Sjusjøen bei einem Junior-Cup und den Junioren-Europameisterschaften, bei denen sie Bronze im Sprint um weniger als eine Sekunde verpasste.
In ihrer ersten Saison bei den Senioren wurde Schneider vom DSV der Lehrgangsgruppe 1b, der zweiten Mannschaft des Verbandes, zugeordnet. Da sie nicht an den Deutschen Meisterschaften im Herbst teilnahm, erreichte sie keinen internationalen Startplatz für den Dezember und musste am Alpencup bzw. Deutschlandpokal teilnehmen. Nach mehreren Podestplätzen wurde sie für den IBU-Cup in Osrblie im Januar nominiert und gab im Sprint ihr Debüt auf internationaler Ebene. Nach einem 71. Platz verlor sie ihren Startplatz wieder. Im Februar erhielt sie in Martell erneut die Chance auf einen IBU-Cup-Start, die sie mit den Plätzen sechs im Supersprint und vier im Sprint, jeweils mit fehlerfreiem Schießen, nutzen konnte. Aufgrund dieser Ergebnisse nominierte das Trainerteam Schneider für die Europameisterschaften und das anschließende Saisonfinale in Minsk-Raubitschy, wo sie keine nennenswerte Erfolge erzielte.
Zur Saison 2020/21 war Sophia Schneider im Sommer erneut Teil der Lehrgangsgruppe 1b. Nachdem sie bei den Deutschen Meisterschaften in Altenberg die Silbermedaille im Sprint gewonnen hatte, stieg sie für die Herbst-Vorbereitung in die erste Frauen-Mannschaft auf und wurde für den Weltcup-Auftakt im finnischen Kontiolahti nominiert. In der Saison 2021/22 konnte Schneider noch einmal im Januar in Antholz im Weltcup an den Start gehen. Im selbigen Jahr gewann Schneider mit Philipp Horn, Lucas Fratzscher und Janina Hettich in der deutschen Mixedstaffel bei den Biathlon-Europameisterschaften am Arber die Silbermedaille hinter Norwegen.
Bei den Deutschen Meisterschaften im Biathlon 2022 in Oberhof war Sophia Schneider mit zwei Goldmedaillen in Einzel und Sprint sowie einem vierten Platz in der Verfolgung die erfolgreichste Athletin.
Noch besser lief es für die gebürtige Traunsteinerin beim Weltcupauftakt der Saison 2022/23. Im Einzelwettbewerb über fünfzehn Kilometer, an dem nahezu die gesamte Weltelite teilnahm, belegte sie den elften Rang beim Sieg der Schwedin Hanna Öberg, wurde damit hinter Vanessa Voigt und Denise Herrmann-Wick drittbeste deutsche Athletin und verfehlte eine Top-Ten-Platzierung um ganze vier Sekunden.
In der Saison 2023/24 konnte Schneider durchwachsene Ergebnisse verzeichnen. Im Einzel zu Beginn der Saison wurde sie Fünfte, danach erreichte sie selten eine Topplatzierung. Bei den Weltmeisterschaften 2024 konnte sie mit Janina Hettich-Walz, Selina Grotian und Vanessa Voigt die Bronzemedaille gewinnen.

## Statistik

### Weltcupsiege
| \| Nr. \| Datum \| Ort \| Disziplin \| \| --- \| ------------- \| ---------- \| --------- \| \| 1. \| 18. Jan. 2025 \| Ruhpolding \| Staffel 1 \| 1 mit Stefanie Scherer, Selina Grotian und Franziska Preuß |               |            |           |
| Nr. | Datum         | Ort        | Disziplin |
| 1. | 18. Jan. 2025 | Ruhpolding | Staffel 1 |

### Platzierungen im Biathlon-Weltcup
Die Tabelle zeigt alle Platzierungen (je nach Austragungsjahr einschließlich Olympische Spiele und Weltmeisterschaften).
- 1.–3. Platz: Anzahl der Podiumsplatzierungen
- Top 10: Anzahl der Platzierungen unter den ersten zehn (einschließlich Podium)
- Punkteränge: Anzahl der Platzierungen innerhalb der Punkteränge (einschließlich Podium und Top 10)
- Starts: Anzahl gelaufener Rennen in der jeweiligen Disziplin
- Staffel: inklusive Mixed- und Single-Mixed-Staffeln

| Platzierung               | Einzel | Sprint | Verfolgung | Massenstart | Staffel | Gesamt |
| ------------------------- | ------ | ------ | ---------- | ----------- | ------- | ------ |
| 1. Platz                  |        |        |            |             |         |        |
| 2. Platz                  |        |        |            |             | 2       | 2      |
| 3. Platz                  |        |        |            |             | 1       | 1      |
| Top 10                    |        | 1      |            |             | 4       | 5      |
| Punkteränge               | 2      | 3      | 4          | 2           | 4       | 15     |
| Starts                    | 3      | 9      | 4          | 2           | 4       | 22     |
| Stand: Saisonende 2022/23 |        |        |            |             |         |        |

### Weltmeisterschaften
|                                      | Einzelwettbewerbe | Einzelwettbewerbe | Einzelwettbewerbe | Einzelwettbewerbe | Staffelwettbewerbe | Staffelwettbewerbe | Staffelwettbewerbe |
| Einzel                               | Sprint            | Verfolgung        | Massenstart       | Frauenstaffel     | Mixed-Staffel      | S.-M.-Staffel      |                    |
| ------------------------------------ | ----------------- | ----------------- | ----------------- | ----------------- | ------------------ | ------------------ | ------------------ |
| Weltmeisterschaften 2023 Oberhof     | 13.               | 7.                | 5.                | 27.               | 2.                 | –                  | 6.                 |
| Weltmeisterschaften 2024 Nové Město  | –                 | 28.               | 37.               | –                 | 3.                 | –                  | –                  |
| Weltmeisterschaften 2025 Lenzerheide | –                 | 11.               | 23.               | 28.               | 5.                 | –                  | –                  |

### Europameisterschaften
| Veranstaltung               | Einzel | Supersprint | Sprint | Verfolgung | Mixed-Staffel | Single-Mixed-Staffel |
| --------------------------- | ------ | ----------- | ------ | ---------- | ------------- | -------------------- |
| EM 2020 in Minsk-Raubitschy |        | 91.         | 82.    | –          | –             | –                    |
| EM 2022 am Arber            | 8.     |             | 14.    | 23.        | 2.            | –                    |

### Jugend-/Juniorenweltmeisterschaften
| Veranstaltung                      | Einzel | Sprint | Verfolgung | Staffel |
| ---------------------------------- | ------ | ------ | ---------- | ------- |
| Jugend-WM 2015 in Minsk-Raubitschy | 40.    | 9.     | 7.         | –       |
| Jugend-WM 2016 in Cheile Grădiștei | 4.     | 12.    | 6.         | –       |
| Junioren-WM 2017 in Osrblie        | 30.    | 11.    | 9.         | 2.      |
| Junioren-WM 2018 in Otepää         | 35.    | 16.    | 13.        | 4.      |
| Junioren-WM 2019 in Osrblie        | 26.    | 34.    | 16.        | –       |